# Assemblea Democràtica d'Artistes de Girona
L'Assemblea Democràtica d'Artistes de Girona (ADAG) va ser una agrupació plural d'intel·lectuals i creadors visuals vinculada al moviment democràtic d'oposició que es va constituir a Girona en 1976, poc després de la mort del general Franco per organitzar els artistes i inserir la seva praxi en la lluita per les llibertats socials i nacionals.

## Context

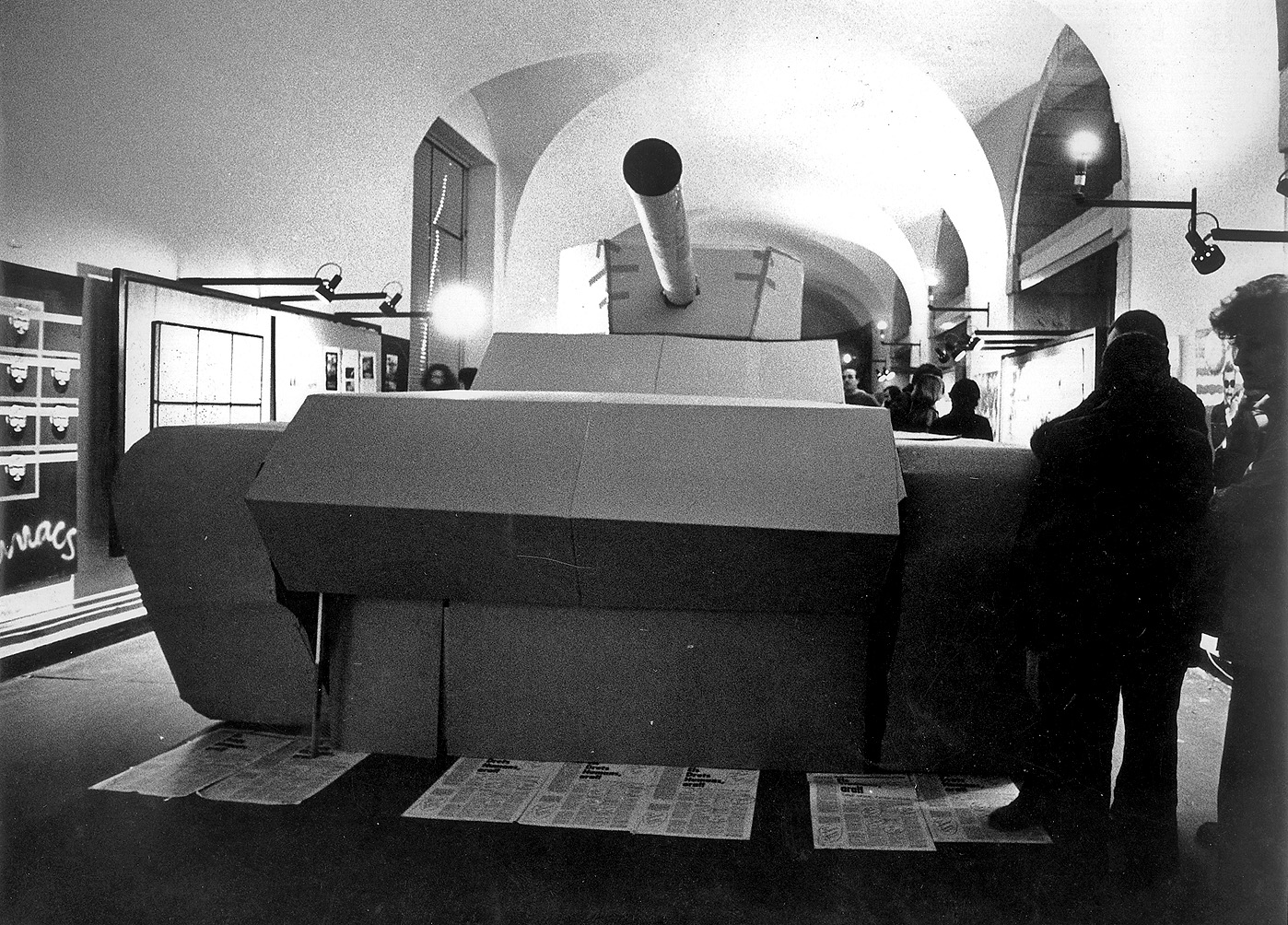
Instal·lació a la mostra "Els Drets Humans, ara", 1976

Durant el procés que va de la desfeta de la dictadura franquista a la instauració de la monarquia parlamentària a Espanya, es van donar nombroses iniciatives que des del camp de l'art es posicionaren a favor d'un canvi polític en un sentit democràtic. S'ha de dir, però, que, en general, van ser iniciatives força episòdiques que no manifestaren una continuïtat en l'acció col·lectiva, ni desenvoluparen una reflexió teòrica al voltant de les seves relacions amb la dinàmica sociopolítica. I tampoc no establiren una estructura organitzativa, uns fonaments programàtics o un arrenglerament estratègic que les vinculés orgànicament amb el moviment opositor.
Una de les poques excepcions a aquesta tendència fou l'Assemblea Democràtica d'Artistes de Girona (ADAG), fundada el març de 1976, especialment activa durant prop d'un any i mig, i que va cloure les seves activitats l'abril de 1978. Aquest grup va ser, possiblement, la principal formació de l'espai de comunicació català que, des de l'àmbit artístic i durant la primera etapa de la Transició democràtica espanyola, va impulsar una ininterrompuda línia d'acció en contra del règim totalitari. El col·lectiu va aconseguir una elevada visibilitat, un notable ressò mediàtic i una gran capacitat relacional amb el seu entorn, ja que va emergir en un moment de progressiva expansió de les forces democràtiques i populars, la qual cosa va afavorir decisivament la repercussió de les seves propostes.
L'opció de l'ADAG podria relacionar-se, si més no parcialment, amb altres iniciatives artístiques i para-artístiques que van aparèixer arreu del món durant els anys seixanta i setanta Art Workers Coalition, Artists and Writers Protest Against the War in Vietnam, Artists Meeting for Cultural Change, Guerrilla Art Action Group, People's Flag Show, Arde Tucumán, la Coopérative des Malassis o el Front des Artistes Plasticiens- i que també pretenien contribuir a la transformació d'un determinat estat de les coses mitjançant el desplegament d'una estratègia que incloïa certs elements de coincidència amb el grup català, com ara una actitud crítica cap a les institucions oficials, un qüestionament de l'autonomia de l'art tal com l'entenien els corrents moderns dominants, una disposició favorable a la col·laboració interdisciplinària o, en fi, una vinculació amb els moviments socials per tal d'imbricar l'art amb la praxi vital i, més en concret, amb la contestació política.

## Constitució
L'articulació del grup pot entendre's com el resultat de tota una sèrie d'assajos organitzatius del món artisticocultural local que, de temps, pugnava per obrir-se camí en un entorn urbà difícil i no gaire receptiu. El seu manifest fundacional, «Cal distingir entre les aparences i la realitat», fou firmat per trenta-cinc persones de Girona i rodalia. Entre els signants hi havia artistes de diferents tendències, però també intel·lectuals, dissenyadors, fotògrafs o joiers. La impulsió directa de les activitats del col·lectiu anava a càrrec d'un nucli format per uns quinze o vint associats, mentre que la participació en les seves iniciatives podia aplegar més de cent autors.
Entre els referents esteticoideològics que contribuïren a la caracterització de la pràctica i el discurs d'ADAG subratllem dues línies principals de relació. L'una provenia del moviment conceptual, en especial de l'orientació sociopolítica introduïda pel Grup de Treball, i l'altra de certes teoritzacions lligades als realismes i expressionismes socials. La primera via es trobava representada pel crític d'art Jaume Fàbrega, militant socialista (CSC i PSC), deixeble d'Alexandre Cirici i exideòleg del grup Tint-2 de Banyoles, i la segona pel pintor i activista cultural Enric Marquès, exmembre delPSUC i d'Estampa Popular, que a París havia format part de la Unió Popular d'Artistes (UPA), un grup integrat en l'estratègia del Front Revolucionari Antifeixista i Patriòtic (FRAP), d'afinitat maoista. En aquesta segona orientació, també hi podríem relacionar el Grup Praxis, amb Bep Marquès i Lluís Bosch Martí, que conreaven el fotomuntatge. A banda d'aquestes dues grans línies, que compartien un enfocament antikantià i de caràcter marxistitzant, contrari a la concepció de l'art com a finalitat desinteressada i a la mitificació de l'artista com a individualitat demiúrgica, també caldria esmentar l'aportació de Damià Escuder, un dels divulgadors a Catalunya dels plantejaments neovitalistes i coneixedor directe de l'escena activista i contracultural londinenca, així com dels autors que radicalitzaven la tradició de modernitat que tenia en Isidre Vicens i Josep Colomer, provinents dels anys republicans i de les cultures d'esquerra, dos dels seus punts de referència. Altres membres destacats del col·lectiu foren Joan Casanovas, Enric Ansesa, Jaume Faixó, Lluís Carreras, Francesc Torres Monsó, Niebla, Santiago Roca-Delpech, Montserrat Costa, Emili Massanas i Burcet, Montserrat Guanter, Jordi Gispert, Vicente Huedo, Carles Vivó, Narcís Comadira o Maria Crehuet, que a París, mitjançant Marquès, havia entrat en relació amb el Front des Artistes Plasticiens de Daniel Buren.

## Acció
S'ha de destacar la capacitat d'ADAG per respondre a les necessitats del seu àmbit territorial d'influència, per recollir i visibilitzar les principals contradiccions que hi tenien lloc i per saber inserir-se en la dinàmica política del moment, que es va concretar amb la integració en l'estratègia i sobretot en l'espai simbòlic unitari de l'Assemblea de Catalunya (AC). Els representants de l'ADAG van formar part dels òrgans rectors de l'AC a Girona i van participar en algunes de les reunions nacionals de la plataforma. La pràctica del grup es va caracteritzar per prendre com a eix temàtic de les seves manifestacions aquelles problemàtiques que ja comptaven amb una sensibilització prèvia entre la ciutadania. En aquesta línia, l'ADAG va assumir iniciatives de Justícia i Pau, de la revista Presència, dels col·legis professionals, dels grups ecologistes i pacifistes, de l'Assemblea Democràtica de Girona, de partits i sindicats o de la Comissió Onze de Setembre. Aquest tret d'imbricació ciutadana és fonamental a l'hora de comparar-lo a altres iniciatives aparentment similars que van tenir lloc als Països Catalans i a l'Estat espanyol, però que en molts de casos es limitaven a l'ús de fórmules retòriques abstractes, closes en el mer ideologisme i amb poca o nul·la repercussió en el seu entorn social.
El grup va jugar, doncs, un paper clau en la dinamització i la projecció pública d'activitats i propostes dels moviments cívics i socials que operaven a Girona, fins al punt d'esdevenir-ne una veritable caixa de ressonància, i alhora es va convertir en un instrument destacat en la recuperació de la memòria històrica i en la transformació de l'imaginari col·lectiu.
Un altre aspecte destacable és la posició esteticoideològica adoptada, la qual va portar el grup a fer la crítica de la institució artística, de la indústria de la cultura i de l'art subordinat al règim, però també d'un art modern formalista i descontextualitzat. En efecte, la pràctica de l'ADAG va assajar un renovellament de la tradició d'avantguarda, tant a partir de l'establiment de formes inèdites de vinculació entre l'art i la realitat, com de la seva connexió amb els moviments transformadors emergents. També cal subratllar cert ressò de metodologies de base situacionista, com ara l'apropiació desacomplexada de pràctiques artístiques i referents estètics de múltiples provinences -de l'art elevat modern i contemporani a les manifestacions tradicionals o a les cultures populars i de masses-, els quals eren posats al servei de les finalitats crítiques, desemmascaradores o vindicatives que caracteritzaven la pràctica i el discurs de l'assemblea d'artistes.
El col·lectiu va utilitzar un ampli desplegament de recursos i mitjans d'intervenció, com ara exposicions que ocupaven espais oficials per qüestionar, des de dins, algunes de les seves polítiques, en una línia propera a la crítica instititucional. O bé, activitats al carrer, repartiment d'octavetes, elaboració de documents, manifestos i propostes d'acció cívica, adhesió a actes reivindicatius, realització d'enquestes, organització de celebracions massives, participació en taules rodones i mítings, execució de cartells i pancartes, publicació d'articles en diaris i revistes, o presentació de treballs i reculls gràfics provinents de la premsa periòdica. Dels posicionaments públics de l'ADAG, cal destacar la seva denúncia d'un art supeditat al franquisme –personalitzat en la figura de Dalí- i d'un art suposadament avantguardista per bé que integrat en la institució artística i, alhora, abstret dels conflictes socials i polítics –que van personalitzar en Christo, arran de la seva proposta d'embolicar el monument barceloní d'homenatge a Colom.
Les manifestacions del grup solien compaginar, d'una banda, la creació d'un ambient concebut col·lectivament amb la presentació de realitzacions personals, i, de l'altra, el tractament de temes generals amb fets relacionats amb la lluita quotidiana local. Entre les seves principals activitats hi figuren la mostra «Drets humans, ara!», que va servir com a presentació pública de l'ADAG; l'«Homenatge a Carles Rahola», intel·lectual republicà gironí afusellat pel franquisme, que es va preparar amb la col·laboració d'historiadors i intel·lectuals de l'oposició democràtica; la iniciativa Salvem la Devesa, concebuda amb el moviment ambientalista; o la reinstauració creativa de la festa de Carnestoltes. Algunes de les seves accions es van traslladar fora de Girona, l'una a Cadaqués, on es va donar un enfrontament amb Dalí i el seu entorn, que va tenir una gran repercussió mediàtica; i unes altres a Barcelona, en el marc del Congrés de Cultura Catalana i en la Fundació Miró, on s'aplegaren alguns dels grans noms de la cultura de l'antifranquisme (Miró, Tàpies, Guinovart, Viladecans, Abad, etc.).
Arran de l'Onze de Setembre de 1977, l'ADAG va realitzar una performança festiva a la plaça de Catalunya de Girona, amb la participació d'alguns dels polítics que havien sortit elegits en les primeres eleccions espanyoles. Aquesta acció, però, ja s'integrava en una nova conjuntura caracteritzada per la instauració de l'opció reformista, de pacte entre els sectors majoritaris provinents del franquisme i els de l'oposició, i el desmantellament de les organitzacions unitàries del moviment democràtic. En els mesos següents s'obrí un debat intern dins l'ADAG per decidir què fer davant la nova situació. Els diferents interessos i expectatives dels membres del col·lectiu van fer-ne impossible la continuïtat. La seva última activitat va ser la col·locació d'una escultura de Torres Monsó en la via pública que homenatjava Carles Rahola.
La caracterització de l'ADAG no seria completa si no apuntéssim algunes de les seves contradiccions. Contradiccions que, bàsicament, eren fruit de l'extraordinari dinamisme contextual i que reflectien certa inadequació entre aspectes de la teoria i l'acció col·lectiva, i la pràctica personal d'alguns dels seus membres. D'altra banda, els interessos tàctics immediats enterbolien, a vegades, la perspectiva estratègica general. Cal dir, però, que moltes d'aquestes dissonàncies eren assumides per l'ADAG, en tant que, com ells mateixos deien, la seva resolució només podia venir amb una transformació de les estructures socials vigents, ja que malgrat tots els voluntarismes no es podia obviar el fet incontestable que el subsistema de l'art no es trobava –no es troba- al marge del sistema social establert i dels seus mecanismes de funcionament i integració.